# Houston Stars 1967
Questa pagina raccoglie i dati riguardanti gli Houston Stars nelle competizioni ufficiali della stagione 1967.

## Stagione
Nell'estate 1967 il club brasiliano del Bangu disputò il campionato nordamericano organizzato dalla United Soccer Association: accadde infatti che tale campionato fu disputato da formazioni europee e sudamericane per conto delle franchigie ufficialmente iscritte al campionato, che per ragioni di tempo non avevano potuto allestire le proprie squadre. Il Bangu rappresentò gli Houston Stars, che concluse la Western Division, con 4 vittorie, 4 pareggi e 4 sconfitte, al quarto posto finale. La finale vide i Washington Whips, rappresentati dall'Aberdeen, cedere ai Los Angeles Wolves, rappresentati dai Wolverhampton.

## Organigramma societario
Area direttiva
Area tecnica
- Allenatore: Martim Francisco

## Rosa
| N.   |                    | Ruolo | Calciatore       |
| ---- | ------------------ | ----- | ---------------- |
| 1    | Brasile (bandiera) | P     | Ubirajara Motta  |
| 2    | Brasile (bandiera) | D     | Fidélis          |
| 3    | Brasile (bandiera) | D     | Mário Tito       |
| 4    | Brasile (bandiera) | C     | Jaime            |
| 5    | Brasile (bandiera) | D     | Luís Alberto     |
| 6    | Brasile (bandiera) | D     | Ari Clemente     |
| 7/10 | Brasile (bandiera) | C     | Ocimar           |
| 7/18 | Brasile (bandiera) | A     | Tonho            |
| 8    | Brasile (bandiera) | A     | Paulo Borges     |
| 9    | Brasile (bandiera) | A     | Cabralzinho      |
| 10   | Brasile (bandiera) | A     | Adaílton Ladeira |
| 11   | Brasile (bandiera) | A     | Aladim Luciano   |
| 12   | Brasile (bandiera) | P     | Paulo Zamboni    |
| 12   | Brasile (bandiera) | P     | Adalmir Néri     |

| N.    |                    | Ruolo | Calciatore        |
| ----- | ------------------ | ----- | ----------------- |
| 13    | Brasile (bandiera) | D     | Cabrita           |
| 14/20 | Brasile (bandiera) | A     | Norberto Safioti  |
| 14    | Brasile (bandiera) | D     | Décio Crespo      |
| 15    | Brasile (bandiera) | D     | Hélio dos Santos  |
| 15/16 | Brasile (bandiera) | D     | Pedrinho          |
| 16/20 | Brasile (bandiera) | C     | Jair              |
| 17    | Brasile (bandiera) | C     | Romeu             |
| 17    | Brasile (bandiera) | A     | Peixinho          |
| 18    | Brasile (bandiera) | C     | Puglia            |
| 19    | Brasile (bandiera) | A     | Ênio              |
| 19    | Brasile (bandiera) | A     | Zé Carlos         |
|       | Brasile (bandiera) | P     | Roberto Devito    |
|       | Messico (bandiera) | A     | Ramario Hernandez |